# Hermanniella dubinini
Hermanniella dubinini är en kvalsterart som beskrevs av Sitnikova 1973. Hermanniella dubinini ingår i släktet Hermanniella och familjen Hermanniellidae. Inga underarter finns listade i Catalogue of Life.